# رابطة جمعية علماء الإسلام
رابطة جمعية علماء الإسلام (RJUI) هو حزب سياسي إسلامي ديوبندي في باكستان . تأسس في 29 كانون الأول 2020 م كفصيل منشق عن جمعية علماء الإسلام (F) (JUI-F)، والتي كان يقودها فضل الرحمن. مؤسس حزب رابطة علماء المسلمين هو محمد خان شيراني وأمير الحزب هو شجاع الملك. سُجل الحزب لدى لجنة الانتخابات الباكستانية [الإنجليزية] في 20 أيلول 2022 م.
في 31 آذار 2021، التقى شيراني بفضل الرحمن للاستفسار عن صحته وتقديم اقتراحات لحل الخلافات بين حزبيهما. وقد صرّح شيراني "إذا عمل فضل وفقًا لاقتراحاتنا، فسوف ننضم إليه مرة أخرى".

## التحالف مع حزب حركة الإنصاف الباكستاني بزعامة عمران خان
في 13 حزيران 2022، التقى شيراني مع عمران خان وأعلن تحالفًا مع حزبه، حركة إنصاف الباكستانية.
وقال شيراني أيضًا على تويتر إنه عندما سأل فضل الرحمن عما إذا كان لديه دليل على أن عمران خان عميل يهودي هندي، أجاب الأخير "إنه مجرد بيان سياسي".